# Rachel Ticotin
Rachel Ticotin Strauss (n. 1 noiembrie 1958, New York City, New York, SUA) este o actriță americană de film și televiziune. A jucat în filme cunoscute precum Fort Apache the Bronx, Total Recall, Cădere liberă sau Avionul Condamnaților. A fost căsătorită cu actorul David Caruso intre 1984 și 1987, împreună cu care a avut o fiică, Greta, născută în 1984.Din anul 1998 este măritată cu actorul Peter Strauss.